# David Mayo
Pour les articles homonymes, voir Mayo.
David Mayo est connu pour être un membre dissident de l’Église de Scientologie. Après avoir quitté cette dernière en 1983, il a fondé en Californie une organisation rivale en vue de continuer à utiliser les formations qu'il avait contribué à mettre au point. Puis il a mis un terme à cet engagement qui lui valait la fréquentation des prétoires et il est devenu journaliste sportif dans le Michigan. 

## Carrière
David Mayo est né et mort  en Nouvelle-Zélande (1940-2017). Il a rencontré la Scientologie à Auckland, siège d'une église pionnière dans le monde anglo-saxon, alors qu'il était encore adolescent. Il a gravi les échelons de l'organisation avant de rejoindre le staff[Quoi ?] du dirigeant en 1968. Il a navigué ensuite sur les océans dans la Sea Organisation (« Organisation maritime ») du mouvement, fait des films en Californie, dirigé des services importants (Superviseur de Cas international à la base de Flag en Floride), donné de l'audition. L'audition est au cœur du culte scientologue. C’est une psychothérapie en face à face qui suit des procédures élaborées par L. Ron Hubbard depuis la fin des années 1940 et dont le but est de réhabiliter des facultés abîmées de l'être humain. 
En 1978, David Mayo est l'auditeur personnel de Ron Hubbard lorsque celui-ci, atteint d'une attaque, fait appel à des compétences extra-médicales pour recouvrer ses moyens. Hubbard se rétablit. Il semble que les deux hommes conçoivent alors de concert une version affinée des procédures. Pendant quelques années Mayo passe pour être le bras droit de Hubbard. Ce dernier songe à dissocier la double tâche qu'il assumait depuis l'origine, celle d'organisation et de management confiée à ce moment-là à la Sea Org et celle du maintien des enseignements dans leur intégrité qu'il destinait à Mayo . Mais en 1983,  dans la fermentation  des événements liés à la succession de Ron Hubbard (le jeune David  Miscavige réalisant un véritable putsch), David Mayo et des centaines de cadres sont expulsés de l’Église de Scientologie.

## Controverse
Mayo fonde alors en Californie l’Advanced Ability Center où il continue à proposer de l'audition. Il fait face à des procédures judiciaires constantes , l’Église officielle lui déniant le droit d'utiliser des « matériaux volés »,. Mayo affirme en être le rédacteur et en avoir donc la propriété intellectuelle  . Le harcèlement en tout genre dont il fait l'objet  rend impossible le fonctionnement pondéré de ses centres de formation. Les   structures ferment sur le sol américain vers la fin des années 1980 mais sont relayées par d'autres initiatives notamment en Europe et jusqu'à aujourd'hui . S'il a animé la dissidence pendant des années avec une certaine notoriété, Mayo a depuis trouvé un travail de chroniqueur sportif dans le Michigan (à Grand Rapids) délaissant son activité de scientologue. 
Dans un contexte de contestation de la scientologie (campagnes des Anonymous, entre autres), les ex-adhérents réfractaires autant que les adeptes actuels entendant continuer à exercer en dehors du contrôle de l’Église , font de David Mayo une figure emblématique malgré son retrait de ces activités.

## Pour approfondir